# Má Feminista
Má Feminista: Ensaios é uma coleção de ensaios da crítica cultural, romancista e professora Roxane Gay. Má Feminista explora ser feminista enquanto ama coisas que podem parecer contrárias à ideologia feminista. Os ensaios de Gay envolvem a cultura pop e suas experiências pessoais, cobrindo tópicos como a série Sweet Valley High, Django Unchained e a própria criação de Gay como uma haitiana-americana.

## Histórico de publicação
Má Feminista é um dos dois livros publicados por Gay em 2014, o outro sendo seu romance Um Estado Selvagem.

## Conteúdo
Os ensaios em Má Feminista abordam uma ampla variedade de tópicos, tanto culturais quanto pessoais. A coleção de ensaios é dividida em cinco seções: Eu; Gênero & Sexualidade; Corrida & Entretenimento; Política, Gênero e Raça; e Voltar para mim. Em 2014, em uma entrevista para a Time, Gay falou do seu papel como feminista e como isso influenciou a sua escrita: "Em cada um desses ensaios, estou tentando mostrar como o feminismo influencia a minha vida para melhor ou para pior. Isso apenas mostra como é se mover pelo mundo como uma mulher. Não é nem sobre o feminismo por sí, é sobre humanidade e empatia."

## Recepção
Má Feminista foi amplamente revisado. Gay atraiu elogios por sua "voz irônica e encantadora". O Boston Globe escreveu que "há muito para admirar", como seu ensaio "perspicaz" "What We Hunger For"; Má Feminista "sinaliza uma contribuição importante para o terreno complicado da política de gênero." O Huffington Post foi mais efusivo em seus elogios, escrevendo: "Os ensaios de Gay combinam habilmente suas experiências pessoais com tendências de gênero mais amplas que ocorrem politicamente e na cultura popular", e deu uma classificação de 8/10. A Boston Review escreveu que " Má Feminista examina a cultura e a política da perspectiva de uma dos críticas mais astutas que escrevem hoje." No The Guardian do Reino Unido, a crítica Kira Cochrane escreveu: "Embora o discurso online seja frequentemente caracterizado por opiniões extremas e polarizadas, sua escrita é distinta por ser sutil e discursiva, com uma capacidade de ver além dos cantos, de reconhecer outros pontos de vista enquanto avançando cuidadosamente a dela. Impresso, no Twitter e pessoalmente, Gay tem a voz do amigo para quem você liga primeiro para pedir conselhos, calmo e são, além de engraçado, alguém que já viu muito e não faz prisioneiros." A Time chamou Má Feminista de "um manual sobre como ser humano" e chamou Gay de "presente que continua dando".
O New York Times Book Review escreveu que Gay confiava demais em um " espantalho irracional" para fazer seu ponto, e The Independent descobriu contradições próprias de Gay dentro do livro que parecem "intelectualmente frágeis". O Chicago Tribune observou que, embora "Gay escreva de forma incisiva, destemida, às vezes com raiva, muitas vezes espirituosa e sempre inteligentemente sobre uma gama incrivelmente diversificada de questões: raça, violência doméstica, cultura pop, comida, mídia social, abuso sexual infantil, os Obamas e, claro, feminismo" em suas colunas, Má Feminista está um tanto ausente: "por que, então, não há mais para admirar nesta coleção de ensaios novos e publicados anteriormente de Gay? Um problema é a recapitulação acima mencionada de análises, opiniões e memes testados e verdadeiros, qualquer um ou todos os quais poderiam ser reprisados se Gay trouxesse a eles uma abordagem nova e original."
O livro ficou conhecido por sua popularidade nos círculos feministas, com o site satírico Reductress publicando uma história sobre como alguém era uma feminista ruim porque ainda não havia lido Má Feminista. Um grupo de acadêmicas e ativistas feministas analisou Má Feminista de Gay para o "Short Takes: Provocations on Public Feminism", uma iniciativa da revista feminista Signs: Journal of Women in Culture and Society .